# Vännäsby
Vännäsby är en tätort i Vännäs kommun belägen cirka 4 kilometer öster om Vännäs. Orten ligger där Vindelälven och Umeälven flyter samman. Blå vägen (E12) och riksväg 92 går nära Vännäsby.

## Historia
Orten är känd sedan 1500-talet under namn som Vännäs och Wendenäs. Orten var kyrkby i Vännäs socken och Vännäs kyrka invigdes år 1825. Orten var centralort i Vännäs landskommun och municipalsamhälle i denna från 22 september 1939 till 31 december 1959. 
Fram till slutet av 1800-talet hette orten Vännäs. En järnvägsstation för Stambanan genom övre Norrland anlades för orten några kilometer väster om Vännäsby - nära Nyby. Där övertog det framväxande samhället namnet Vännäs efter järnvägsstationen. 1891 bytte därför orten namn till Spöland (en by efter Vindelälven, och det blev även namnet på ortens järnvägsstation. 1940 ändrades namnet till nuvarande Vännäsby. Järnvägsstationen (längst ner på Stationsvägen) revs på 1980-talet. 2012 återfick orten järnvägstrafiken sedan en ny hållplats byggts i närheten av skolan.
Flera gånger har orten drabbats av översvämningar. Den värsta i modern tid var den så kallade Spölands-katastrofen 1938. Vattenståndet var även oroväckande högt 1995 och orten är av MSB ett av landets 18 områden med särskilt hög risk för översvämning.
Det tidigare kommunalhuset (till 1972) nära skolan kallas numera Byastugan. När den kommunala verksamheten flyttades till Vännäs övertogs lokalerna av biblioteket (-1983). Sessionssalen användes som klassrum för mellanstadieelever åren 1980-1982. Numera[sedan när?] fungerar huset som en samlingsplats för flera av ortens föreningar.[källa behövs]
Ortens största industri var under många år "Vännäs Sko- och Läderfabrik" som tillverkade läder och färdiga skor. Bland produkterna märktes sportskor och "norrlandspjäxor" under varumärket "Vännässko". Disponenten Olle Hamrén var även drivande i Spölands IF. Fabriken revs i början på 1980-talet och ersattes av bostadsområdet "Garveriet".[källa behövs]

### Befolkningsutveckling
| Befolkningsutvecklingen i Vännäsby 1960–2023 | Befolkningsutvecklingen i Vännäsby 1960–2023 | Befolkningsutvecklingen i Vännäsby 1960–2023 | Befolkningsutvecklingen i Vännäsby 1960–2023 | Befolkningsutvecklingen i Vännäsby 1960–2023 |
| -------------------------------------------- | -------------------------------------------- | -------------------------------------------- | -------------------------------------------- | -------------------------------------------- |
|                                              |                                              |                                              |                                              |                                              |
| År                                           |                                              |                                              | Folkmängd                                    | Areal (ha)                                   |
| 1960                                         | 1960                                         |                                              | 842                                          |                                              |
| 1965                                         | 1965                                         |                                              | 927                                          |                                              |
| 1970                                         | 1970                                         |                                              | 1 130                                        |                                              |
| 1975                                         | 1975                                         |                                              | 1 236                                        |                                              |
| 1980                                         | 1980                                         |                                              | 1 341                                        |                                              |
| 1990                                         | 1990                                         |                                              | 1 638                                        | 174                                          |
| 1995                                         | 1995                                         |                                              | 1 533                                        | 188                                          |
| 2000                                         | 2000                                         |                                              | 1 519                                        | 188                                          |
| 2005                                         | 2005                                         |                                              | 1 522                                        | 188                                          |
| 2010                                         | 2010                                         |                                              | 1 552                                        | 187                                          |
| 2015                                         | 2015                                         |                                              | 1 581                                        | 205                                          |
| 2020                                         | 2020                                         |                                              | 1 747                                        | 208                                          |
| 2023                                         | 2023                                         |                                              | 1 763                                        | 211                                          |
| Anm.: sammanvuxen med Brån 2015              |                                              |                                              |                                              |                                              |

År 1990 fanns en småort strax väster om Vännäsby med småortskoden S8953. SCB benämnde den Vännäs:1 och den omfattade 7 hektar och hade 69 invånare. Till nästa avgränsning 1995 blev den en del av Vännäsby.

## Kända personer från Vännäsby
- Sverker Olofsson. Journalist och programledare i TV. Kanske mest känd för programmet PLUS där han lanserade den röda soptunnan.

## Idrott
- Slutpunkt för löpartävlingen Vindelälvsloppet (1984-2003) och draghundstävlingen Vindelälvsdraget
- Ortens idrottsförening Spölands IF bildades 1916 (Sedan 2009 kallad Spöland Vännäs IF)